# Perseus

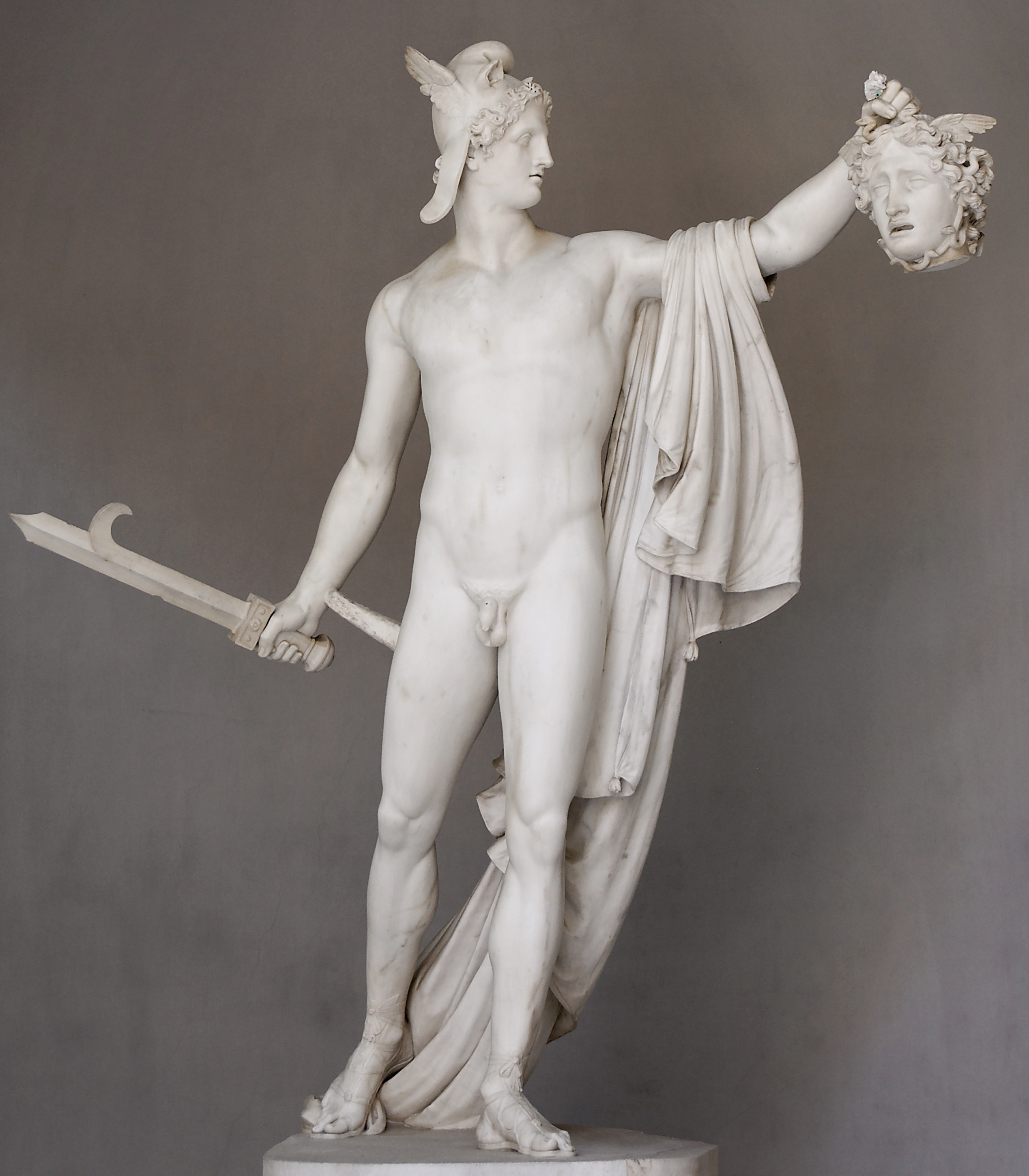
Perseus s hlavou Medusy od Antonia Canova.

Perseus (řecky Περσεύς, Περσέας), syn Dia a Danaé, je bájná postava a jeden z nejznámějších hrdinů řecké mytologie a zakladatel Mykén. Je taky pradědem nejslavnějšího řeckého hrdiny Hérakla.

## Původ
Králi Akrisiovi z Argu předpověděla Apollónova věštba, že ho zabije jeho vlastní vnuk. Král se o svůj život bál, a tak poručil, ať jeho dceru Danaé zavřou do sklepení, kde nebude v kontaktu s žádným mužem. Ale Diovi bylo Danaé líto, a tak se do sklepení dostal v podobě zlatého deště. Danae oplodnil a po čase se jí narodil syn, který dostal jméno Perseus.
Když se Akrisios o vnukovi dozvěděl, společně s Danaé ho zavřel do truhly, který pustil na širé moře. Dopluli na ostrov Serifos a tam je našli rybáři, kteří je odvedli ke králi ostrova Polydektovi. Král si je v zámku ponechal.

## Dobrodružství s Gorgonami

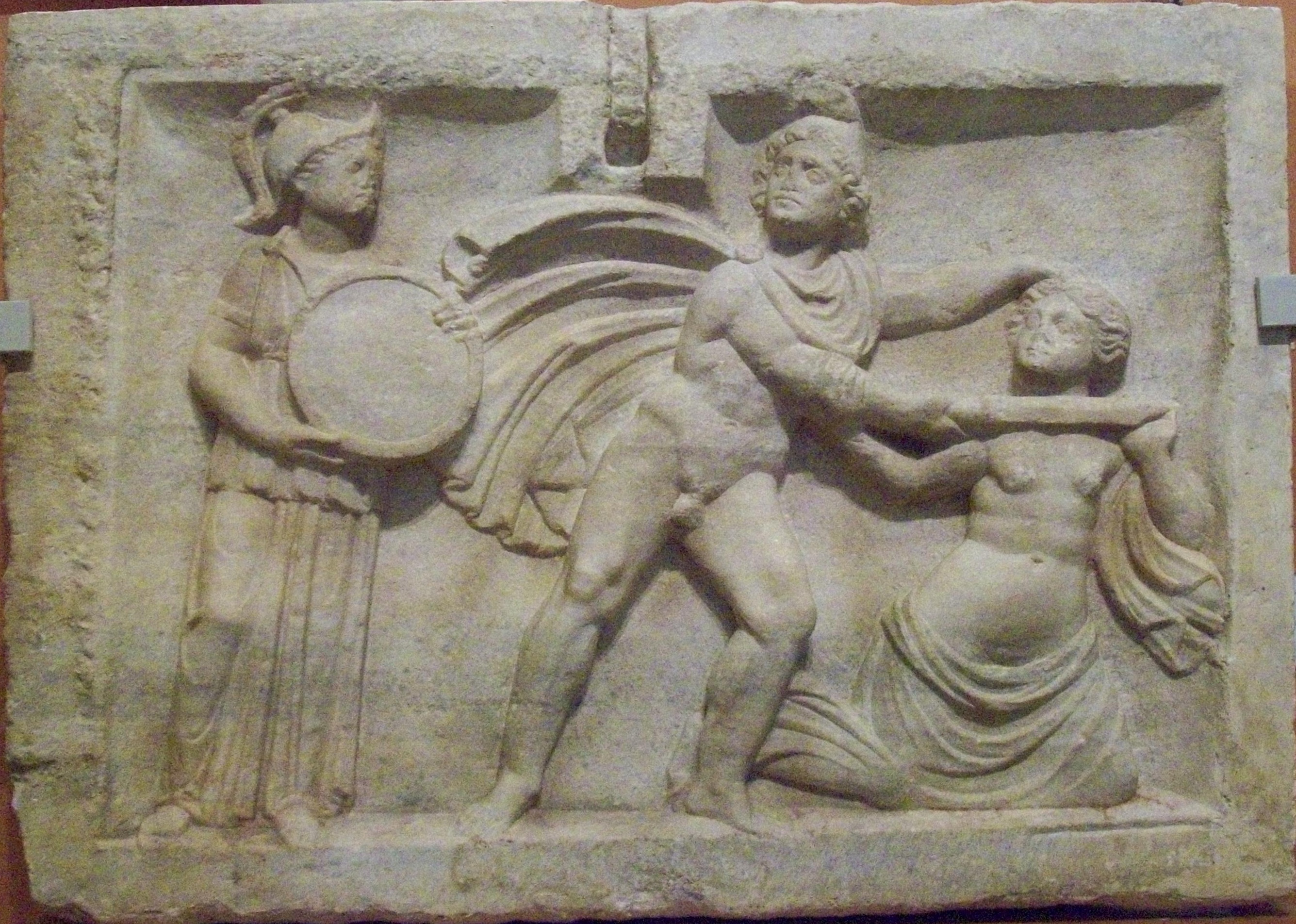
Perseus zabíjí Medusu
– reliéf z mramorového sarkofágu, umístěný v Maďarském národním muzeu v Budapešti
(polovina 2. století)

Když Perseus vyrostl, byl silný, a tak se král obával o svůj trůn. Perseus také bránil své matce Danaji, aby si vzala krále Polydeta za manžela. Polydektés ho proto poslal za Medusou, strašlivou ženou Gorgonou s hady místo vlasů a ohavným obličejem. Medusa je smrtelná, ale její sestry jsou nesmrtelné. Král řekl Perseovi, aby přinesl její hlavu, ale ať se má na pozoru, protože kdo se na ní podívá, ihned hrůzou zkamení.
Cestou mu Athéna dala srp, kterým lze Medusu zabít, a štít tak lesklý, že se v něm vše odráží jako v zrcadle, kterým se může na Medusu podívat, aniž by zkameněl. Od nymf dostal kouzelnou mošnu, která se přizpůsobí velikosti věci vložené v ní, okřídlené střevíce, pomocí kterých může uletět jejím sestrám a Hádovu přílbu neviditelnosti. Když přišel na místo, uťal Meduse hlavu a ostatním dvěma Gorgonám zmizel.
Cestou zpět zabloudil a potkal Titána Atlanta, který držel nebeskou klenbu. Nevěřil Perseovi, že má Medusinu hlavu a tak mu jí Perseus ukázal. Atlás padl na zem a od té doby leží na tom místě pohoří se jménem Atlas.

## Andromeda

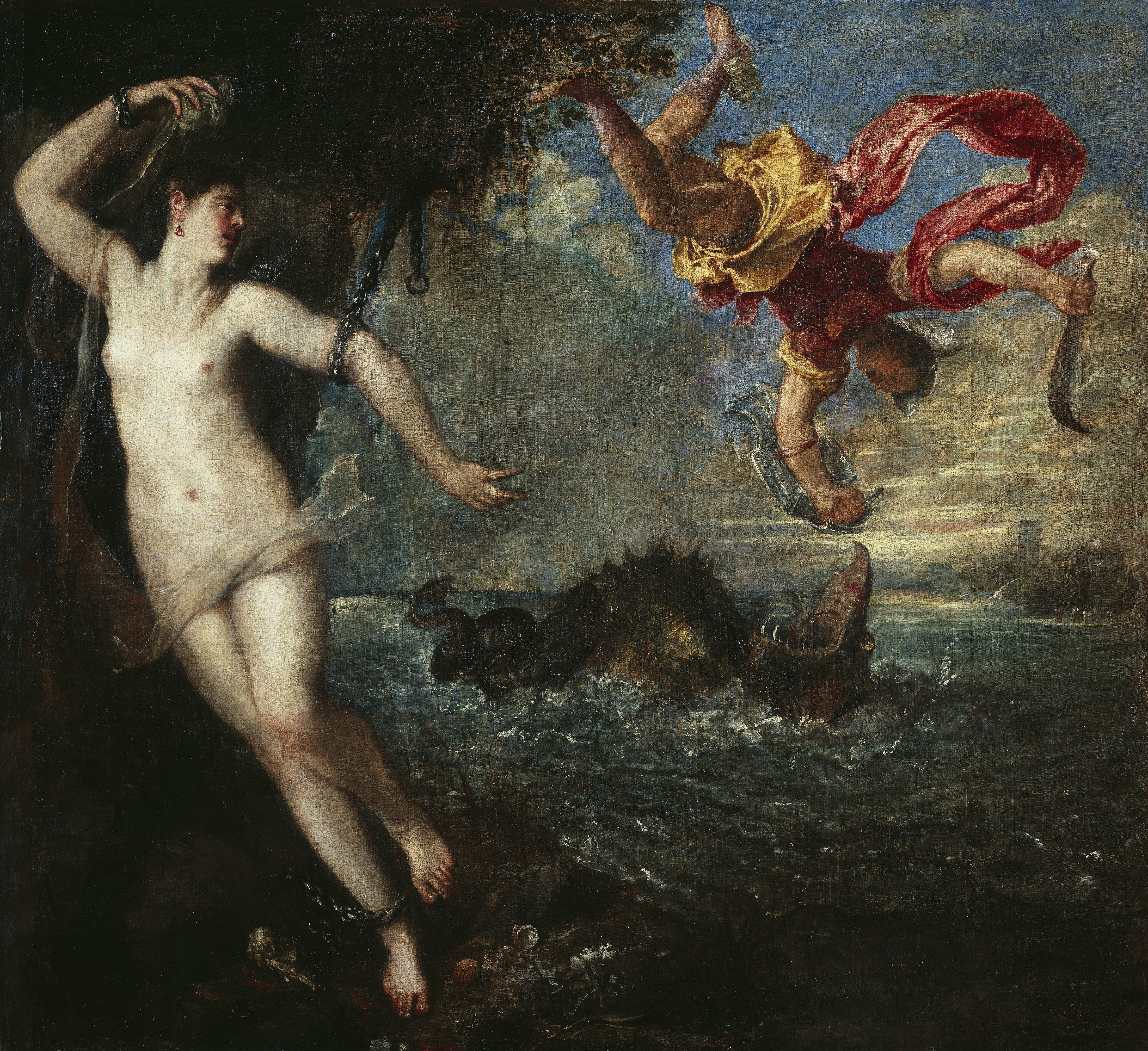
Perseus a Andromeda (Tizian)

Dále se cestou zastavil v Aithiopii, kde vládl král Kéfeus a královna Kassiopeia. Poseidon vyhrožoval, že obří mořský had zaútočí na jejich území. Podle věštby bylo nutné hadu obětovat královu dceru Andromedu, a proto ji nechali přivázat na pobřeží. Perseus ji našel, porazil obludu s pomocí Medusiny hlavy a Andromedu dostal za ženu. Andromedin bývalý nápadník Fíneus se na Persea rozzlobil, a tak ho Perseus nechal zkamenět. Společně s Andromedou odplul zpět na ostrov, kde vyrůstal. Král Polydektés nevěřil, že hlavu přinesl, a tak mu ji Perseus ukázal a král zkameněl.

## Akrisiova smrt
Z ostrova Serifos se Perseus vrátil s Andromedou i se svou matkou Danaou domů do Argu a šťastně tu vládl po mnoho let místo děda Akrisia, který ze strachu před vracejícím se Perseem uprchl. Ale Apollónova věštba se i tak naplnila. Po dlouhých letech, jednou při lehkoatletických závodech, zasáhl Perseus nešťastnou náhodou při hodu diskem neznámého starce, který zemřel. Dodatečně se zjistilo, že to byl uprchlý král Akrisios, který se potají vrátil do města. Perseus, zdrcen nešťastnou dědovou smrtí, založil v okolí rodného Argu několik dalších hradů, mezi nimi i Mykény.